# Damkina

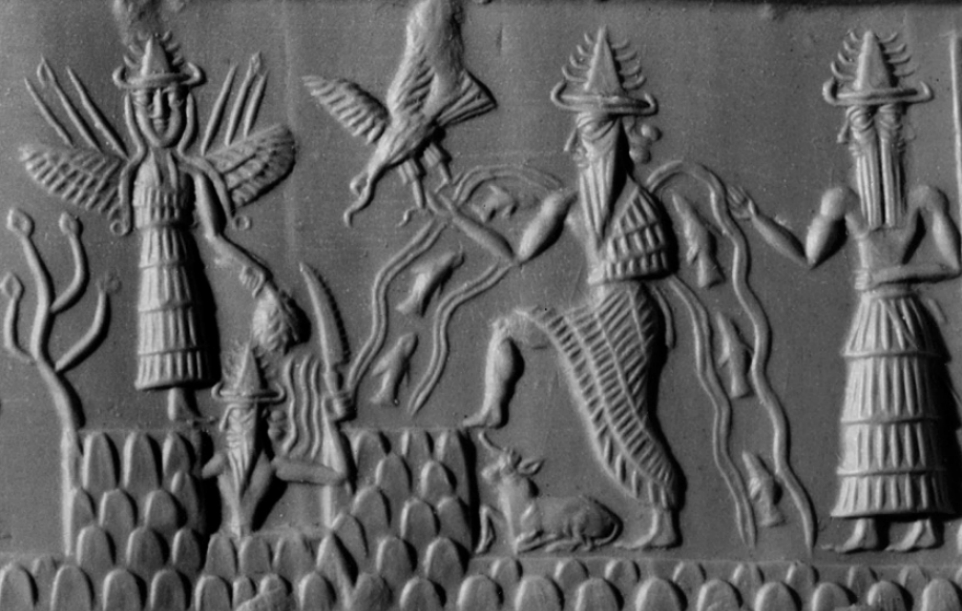
Ea (Babilonien) - EnKi (Sumérien).jpg
Détail du sceau Adda. Les personnages peuvent être identifiés comme des dieux par leurs chapeaux pointus à multiples cornes.

Damkina (à Babylone et en Assyrie) ou Damgalnuna (à Sumer) est une déesse de la Mésopotamie antique, parèdre du grand dieu Ea/Enki. 
Sa personnalité originelle est mal connue, car elle s'est effacée derrière la figure de son compagnon Ea/Enki. On suppose qu'il s'agissait d'une divinité rangée dans la catégorie vague des « déesses-mères ». Son lieu de culte principal en Mésopotamie du Sud était localisé dans la ville de Malgûm/Malgium, située sur le cours du Tigre à l'est de Babylone ; elle disposait par ailleurs de lieux de culte à Lagash et Umma pour les périodes les plus anciennes. 
Avec le développement de la mythologie valorisant la cité de Babylone, en tant que parèdre d'Ea, Damkina fut considérée comme la mère du grand dieu babylonien Marduk et apparaît à ce titre dans l'Enuma Elish.
Elle fut également vénérée dans l'ancienne Assyrie, puisqu'elle disposait d'un temple à Nimroud, connu par des inscriptions mais pas repéré lors des fouilles.